# 21 de março
21 de março é o 80.º dia do ano no calendário gregoriano (81.º em anos bissextos). Faltam 285 dias para acabar o ano.

## Eventos históricos

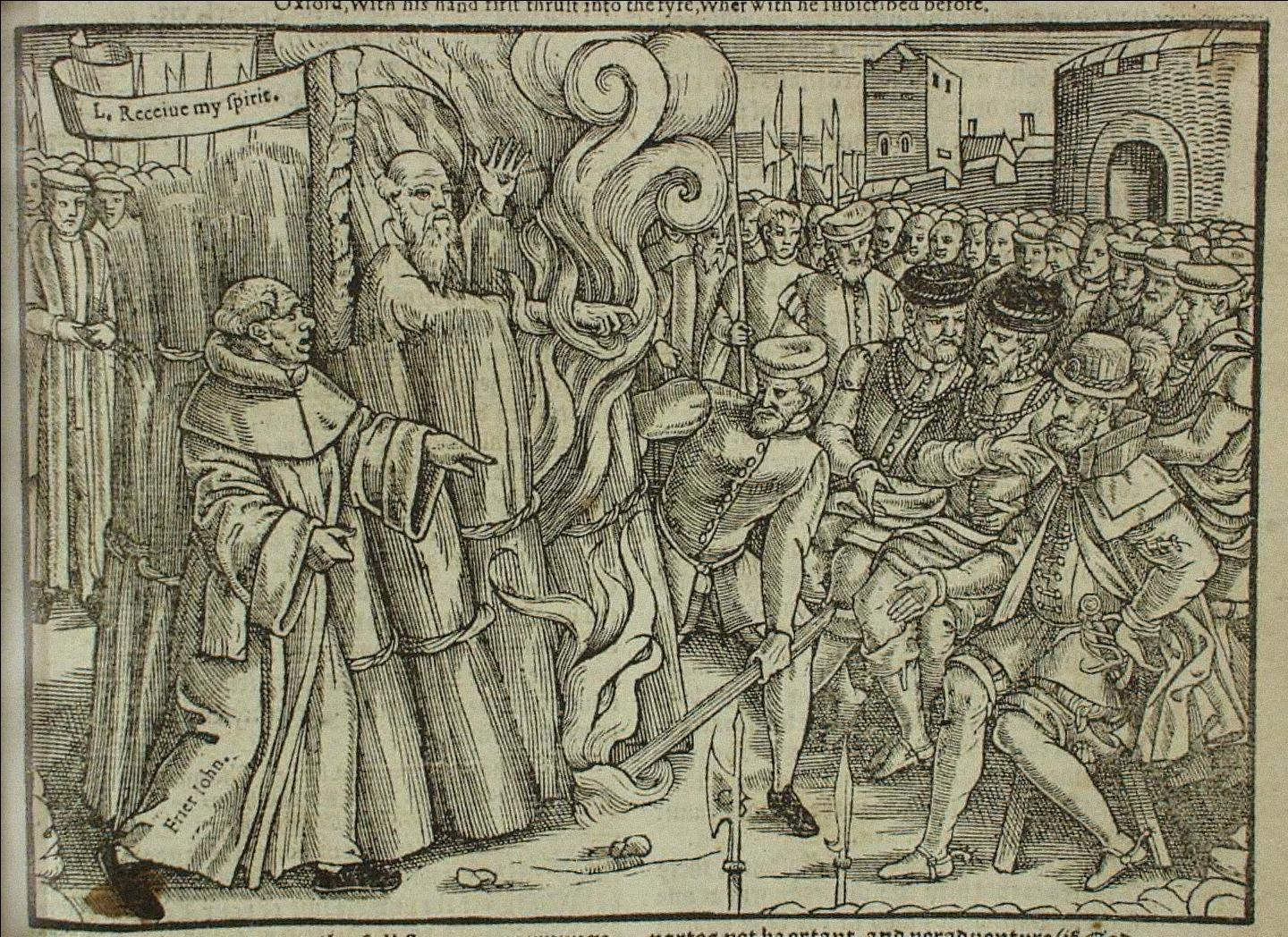
1556: A execução de Tomás Cranmer

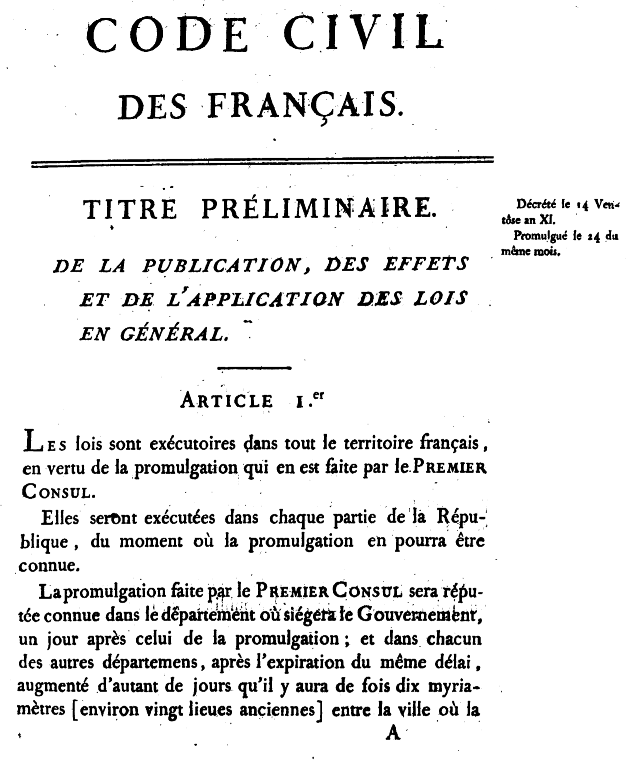
1804: Página 1 da primeira edição do Código Napoleônico

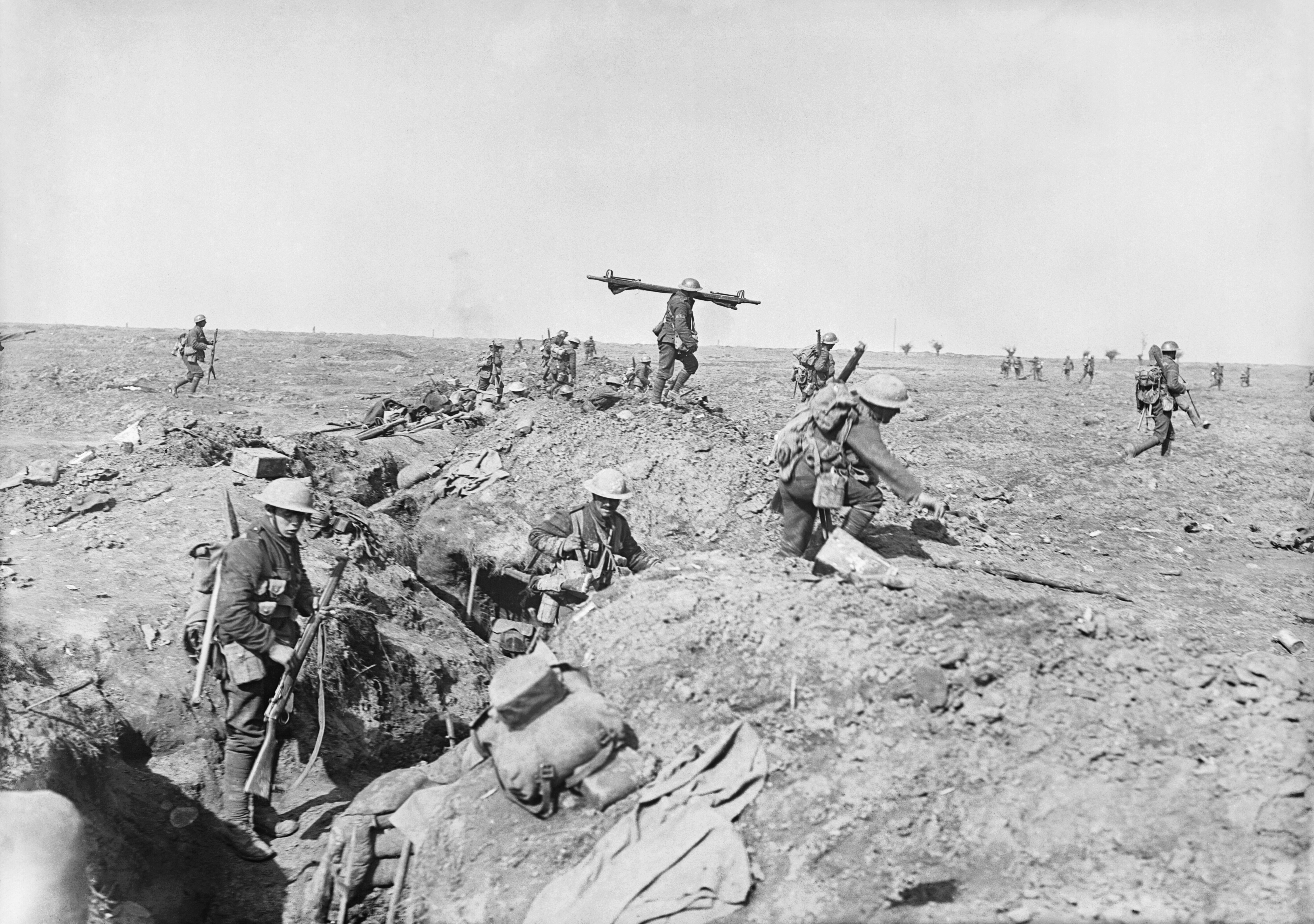
1918: A infantaria britânica avança durante a Batalha do Morval, parte da Batalha do Somme

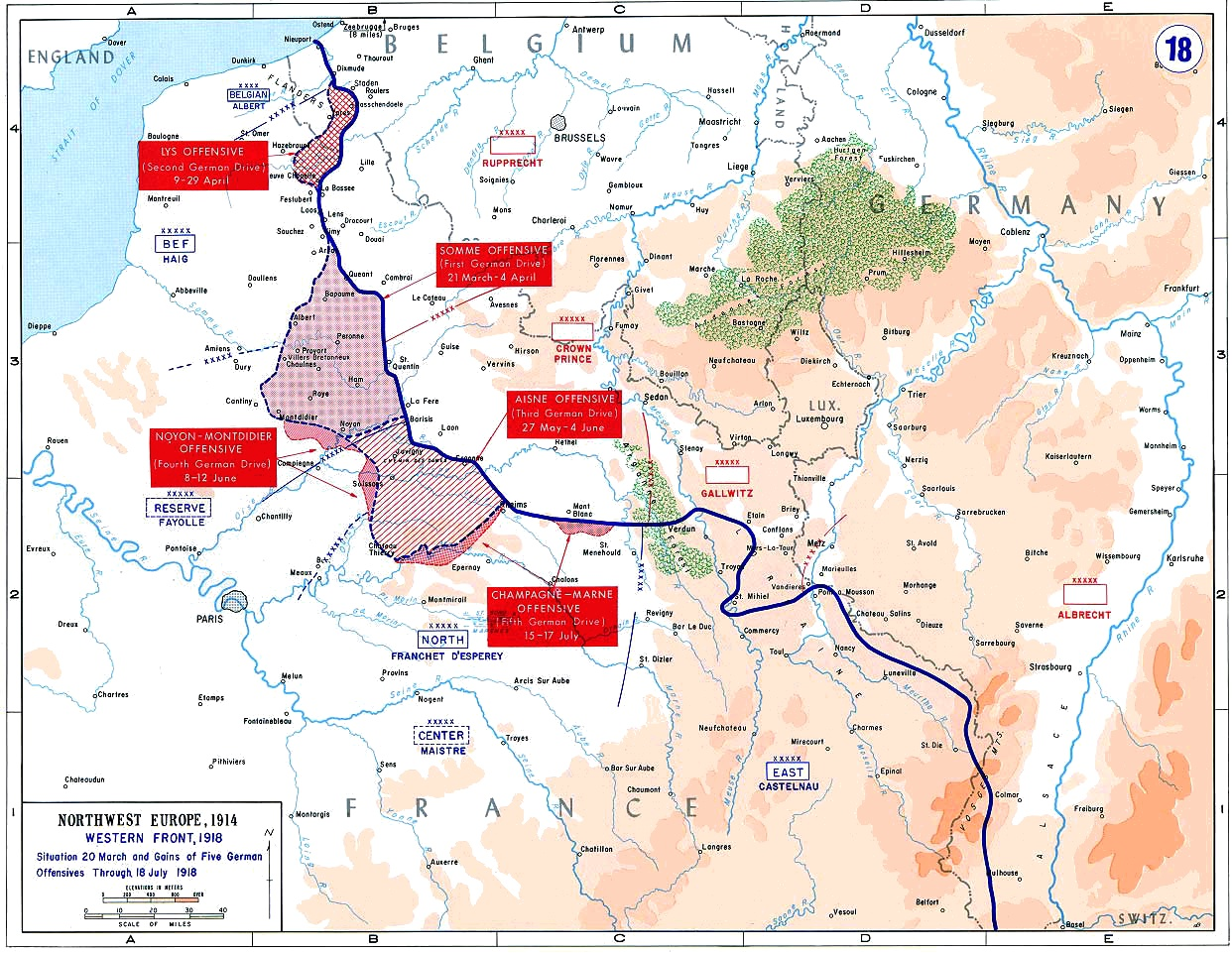
1918: Ofensiva da Primavera alemã

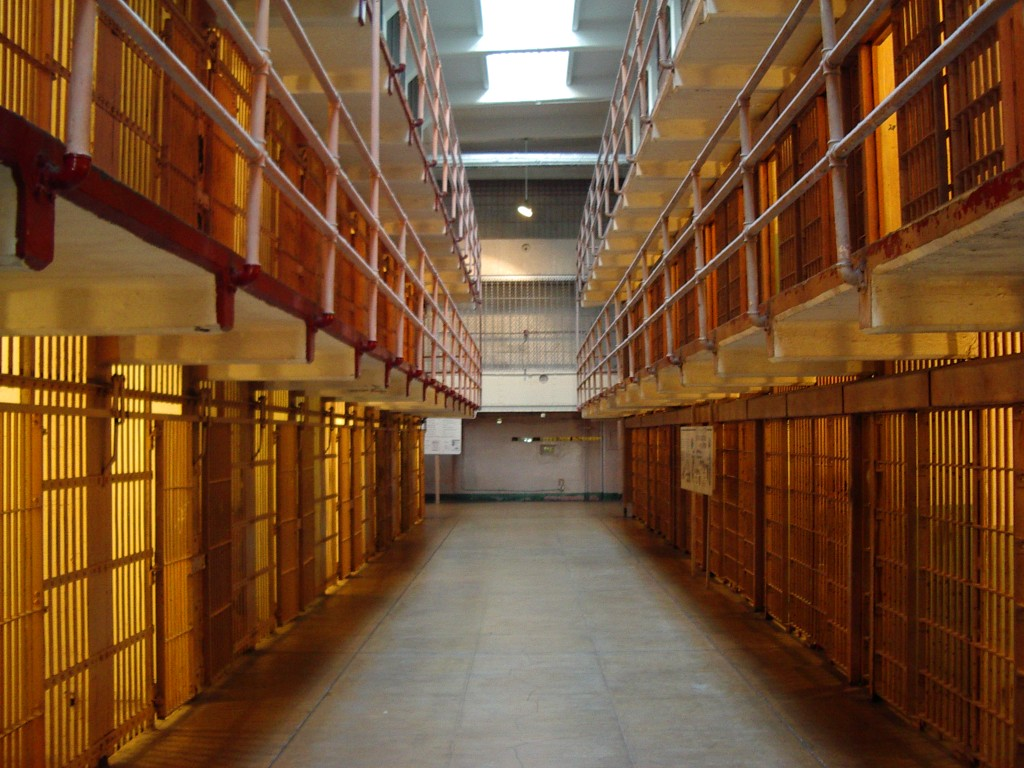
1963: A ala de celas em Alcatraz

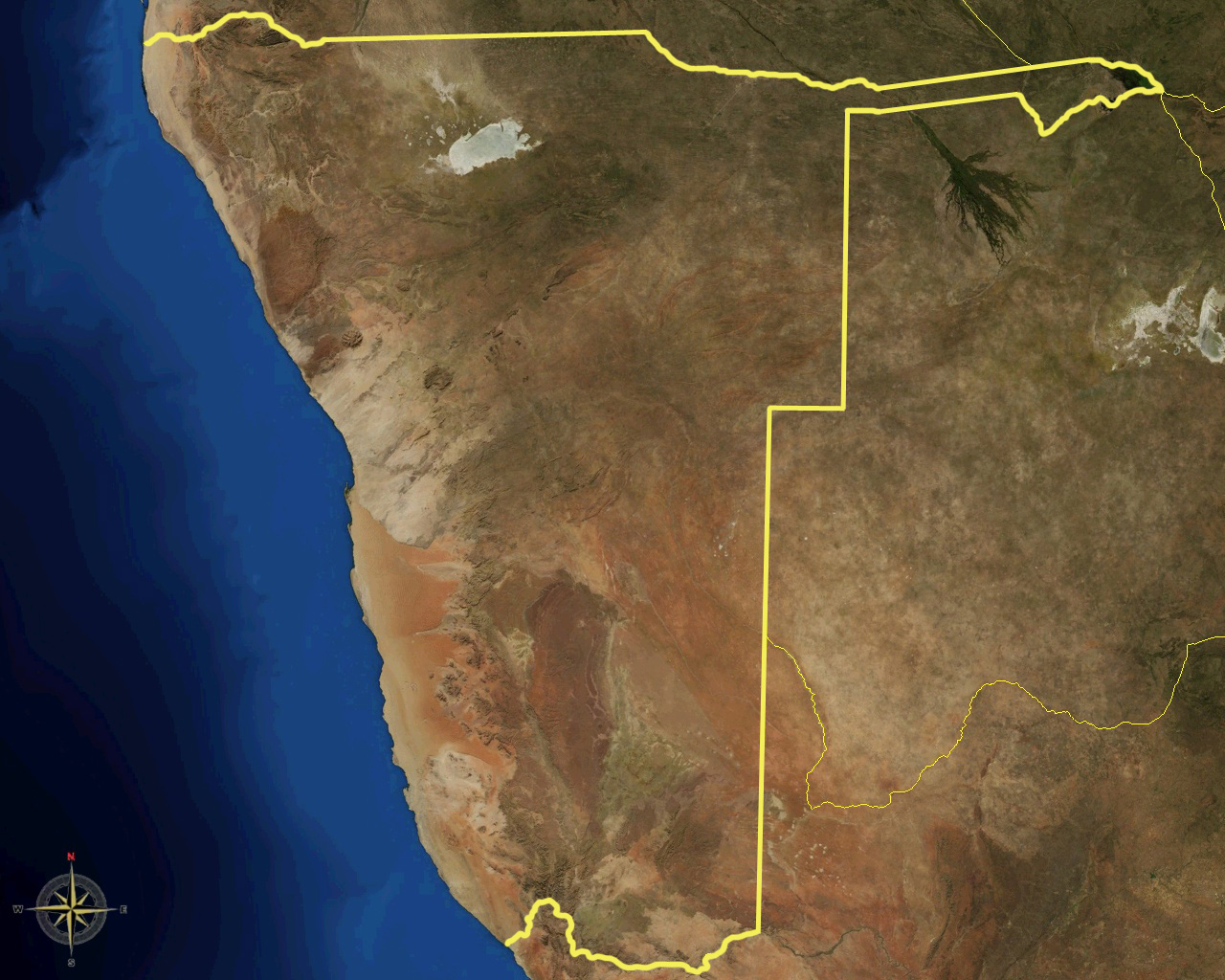
1990: Independência da Namíbia

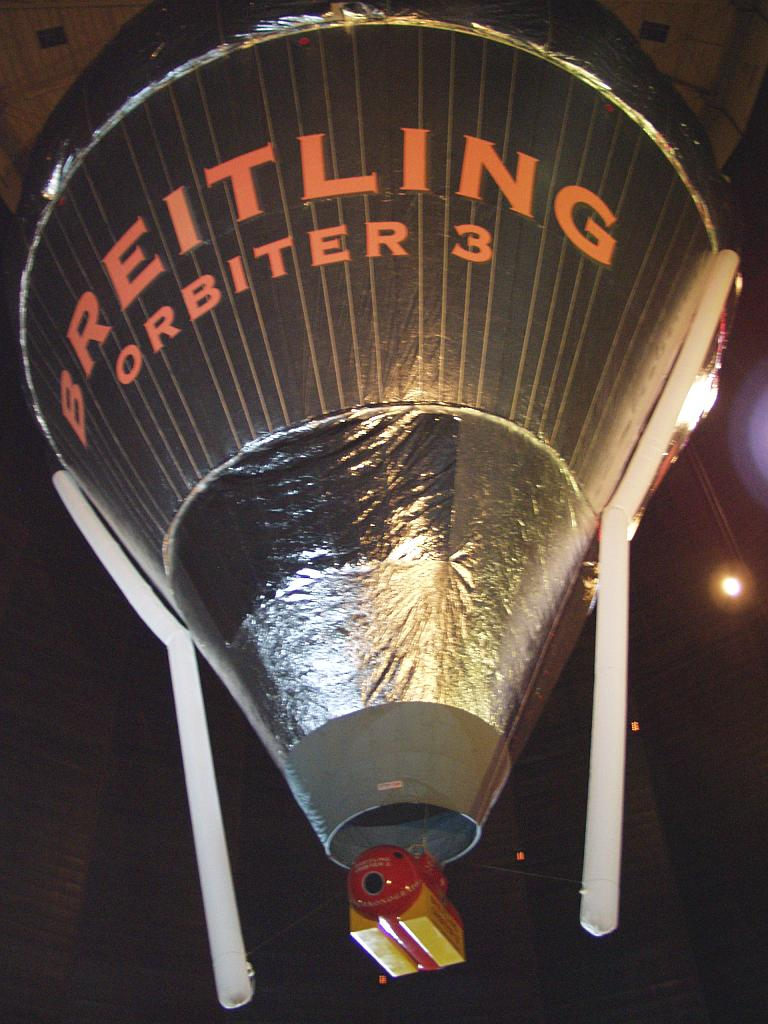
1999: O balão de ar quente Orbiter 3

- 0537 — Cerco de Roma: o rei Vitige tenta atacar as muralhas norte e leste da cidade, mas é repelido na Porta Prenestina, conhecido como Vivarium, pelos defensores dos generais romano-orientais (bizantinos) Bessas e Perânio.
- 0630 — O imperador romano-oriental (bizantino) Heráclio devolve a Vera Cruz, uma das mais sagradas relíquias cristãs, a Jerusalém.
- 1098 — Fundação da Abadia de Cister.
- 1152 — Anulação do casamento do rei Luís VII da França e da rainha Leonor da Aquitânia.
- 1180 — Ascensão ao trono do Japão do Imperador Antoku.
- 1413 — Henrique V torna-se o Rei da Inglaterra.
- 1556 — Reforma Protestante: Em Oxford, o ex-Arcebispo da Cantuária, Tomás Cranmer, é queimado na fogueira, acusado de heresia. Este sacerdote foi responsável pela anulação do casamento do rei Henrique VIII da Inglaterra com a rainha Catarina de Aragão, que foi uma das causas da separação da Igreja Anglicana da união com a Igreja Católica.
- 1557 — Primeira celebração da Ceia do Senhor sob o rito calvinista no Brasil.
- 1800 — Com as lideranças da Igreja impedidas de permanecerem em Roma devido a um conflito armado, Pio VII é coroado Papa em Veneza com uma Tiara papal provisória feita de papel machê.
- 1801 — A Batalha de Alexandria é travada entre as forças britânicas e francesas perto das ruínas de Nicópolis, perto de Alexandria, no Egito.
- 1804 — O Código Napoleônico é adotado como direito civil francês.
- 1814 — Guerras Napoleônicas: as forças austríacas repelem as tropas francesas na Batalha de Arcis-sur-Aube.
- 1816 — O príncipe D. João Maria de Bragança passa a assinar como Rei D. João VI de Portugal após a morte da Rainha D. Maria I de Portugal.
- 1823 — A convite do Império do Brasil, assumiu a patente de primeiro-almirante Thomas Cochrane, caso único na história do país em que uma patente foi concedida a um estrangeiro.
- 1839 — Guerra Civil do Uruguai, entre os partidos blanco e colorado. Com influência e intervenção externa da Confederação Argentina, do Reino da França, do Reino Unido da Grã-Bretanha e Irlanda e do Império do Brasil.
- 1844
  - Início do Calendário bahá'í. Este é o primeiro dia do primeiro ano do calendário bahá'í. É anualmente celebrado pelos membros da Fé bahá'í como o Ano Novo Bahá'í ou Naw-Rúz.
  - Data originalmente indicada pelo pregador William Miller para o retorno de Cristo.
- 1871
  - Otto von Bismarck é nomeado Chanceler do Império Alemão.
  - O jornalista Henry Morton Stanley inicia sua jornada para encontrar o missionário e explorador David Livingstone, que havia partido em viagem á África.
- 1918 — Primeira Guerra Mundial:
  - Início da Segunda Batalha do Somme.
  - Início da ofensiva alemã da primavera, que duraria até 17 de julho. A Operação Michael, que trouxe poucos resultados positivos, finalmente selou a derrota do Império Alemão.
- 1919 — Criação da República Soviética Húngara. Ela tornar-se o primeiro estado comunista a ser formado na Europa após a Revolução de Outubro na Rússia.
- 1921 — A Nova Política Econômica é implementada pelo Partido Bolchevique, em resposta ao fracasso econômico como consequência do comunismo de guerra.
- 1925 — Syngman Rhee é afastado do cargo depois de estar desacreditado como Presidente do Governo Provisório da República da Coreia.
- 1928 — Charles Lindbergh recebe a Medalha de Honra por ter realizado o primeiro voo solo transatlântico.
- 1932 — Foi criada a carteira de trabalho pelo governo do Presidente do Brasil Getúlio Vargas.
- 1935 — Reza Xá Pahlavi formalmente pede à comunidade internacional para chamar a Pérsia por seu nome autóctone, Irã.
- 1936 — O Congresso Nacional do Brasil aprova o Estado de Guerra passo que antecederia o Golpe de 1937.
- 1937 — Massacre de Ponce: dezenove pessoas em Ponce, Porto Rico, são mortas pela polícia por ordem do governador indicado pelos Estados Unidos, Blanton Winship.
- 1943 — Rudolf von Gersdorff, oficial da Wehrmacht, planeja assassinar Adolf Hitler usando uma bomba suicida, mas o plano fracassa; von Gersdorff consegue desarmar a bomba a tempo e evitar suspeitas.
- 1945
  - Segunda Guerra Mundial: Operação Cartago: aviões da Força Aérea Real bombardeiam o quartel-general da Gestapo em Copenhague, Dinamarca. Também atingiram acidentalmente uma escola, matando 125 civis.
  - Segunda Guerra Mundial: Tropas britânicas libertam Mandalay, Birmânia.
- 1952 — África do Sul anula a Lei de Segregação racial.
- 1960 — Apartheid: Massacre de Sharpeville, África do Sul: a polícia abre fogo contra um grupo de manifestantes negros sul-africanos desarmados, matando 69 e ferindo 180.
- 1963
  - Fechada Alcatraz, prisão pertencente ao governo federal dos Estados Unidos na ilha na Baía de San Francisco.
  - O cartunista Maurício de Sousa cria a personagem Mônica.
- 1965
  - Martin Luther King lidera 3 200 pessoas no início da terceira e finalmente bem-sucedida marcha pelos direitos civis de Selma até Montgomery, Alabama, nos Estados Unidos.
  - Programa Ranger: a NASA lança a Ranger 9, a última de uma série de sondas espaciais lunares não tripuladas.
- 1970 — San Diego Comic-Con, o maior festival de cultura popular do mundo, recebe seu evento inaugural.
- 1975 — Na Etiópia é abolida a monarquia.
- 1980 — Guerra Fria: O Presidente dos Estados Unidos Jimmy Carter anuncia um boicote estado-unidense aos Jogos Olímpicos de Verão de 1980 em Moscou como forma de protesto à Invasão Soviética do Afeganistão.
- 1983 — Começam os primeiros casos da epidemia de desmaios na Cisjordânia; israelenses e palestinos acusam uns aos outros de uso de gás venenoso, mas a causa é mais tarde determinada principalmente por ser psicossomática.
- 1989 — O Voo Transbrasil 801 cai em uma favela perto do Aeroporto Internacional de São Paulo/Guarulhos, matando 25 pessoas.
- 1990 — A Namíbia torna-se independente depois de 75 anos de governo sul-africano.
- 1994 — Entra em vigor a Convenção-Quadro das Nações Unidas sobre a Mudança do Clima.
- 1999 — Após quase 20 dias ininterruptos no ar, Bertrand Piccard e Brian Jones pousam no Egito após sua circum-navegação bem-sucedida do mundo com seu balão de ar quente Orbiter 3.
- 2000 — O Papa João Paulo II faz sua primeira visita pontifícia a Israel.
- 2006 — É criado o sítio eletrônico de mídia social Twitter.
- 2019
  - O presidente Michel Temer foi preso em cumprimento de mandado expedido pelo juiz Marcelo Bretas, tornando-se, assim, o segundo ex-presidente da República do Brasil a ser preso pela suposta prática de crime comum.
  - Explosão em fábrica de produtos químicos em Yancheng, Jiangsu, na China, mata 64 pessoas e fere mais de 90 outras.
- 2022 — O voo China Eastern Airlines 5735 cai em Quancim, China, matando 132 pessoas.
- 2023 — O Google lançou o Google Bard, cujo lançamento parece uma resposta para o ChatGPT.[1]

## Nascimentos

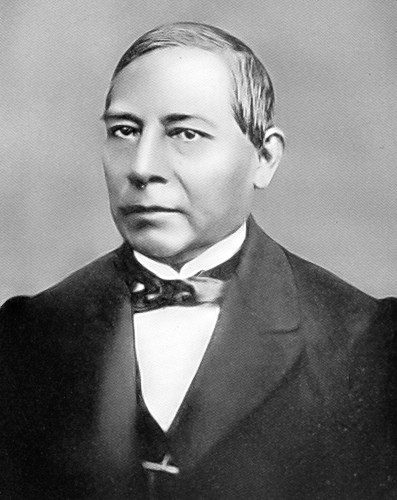
Benito Juárez

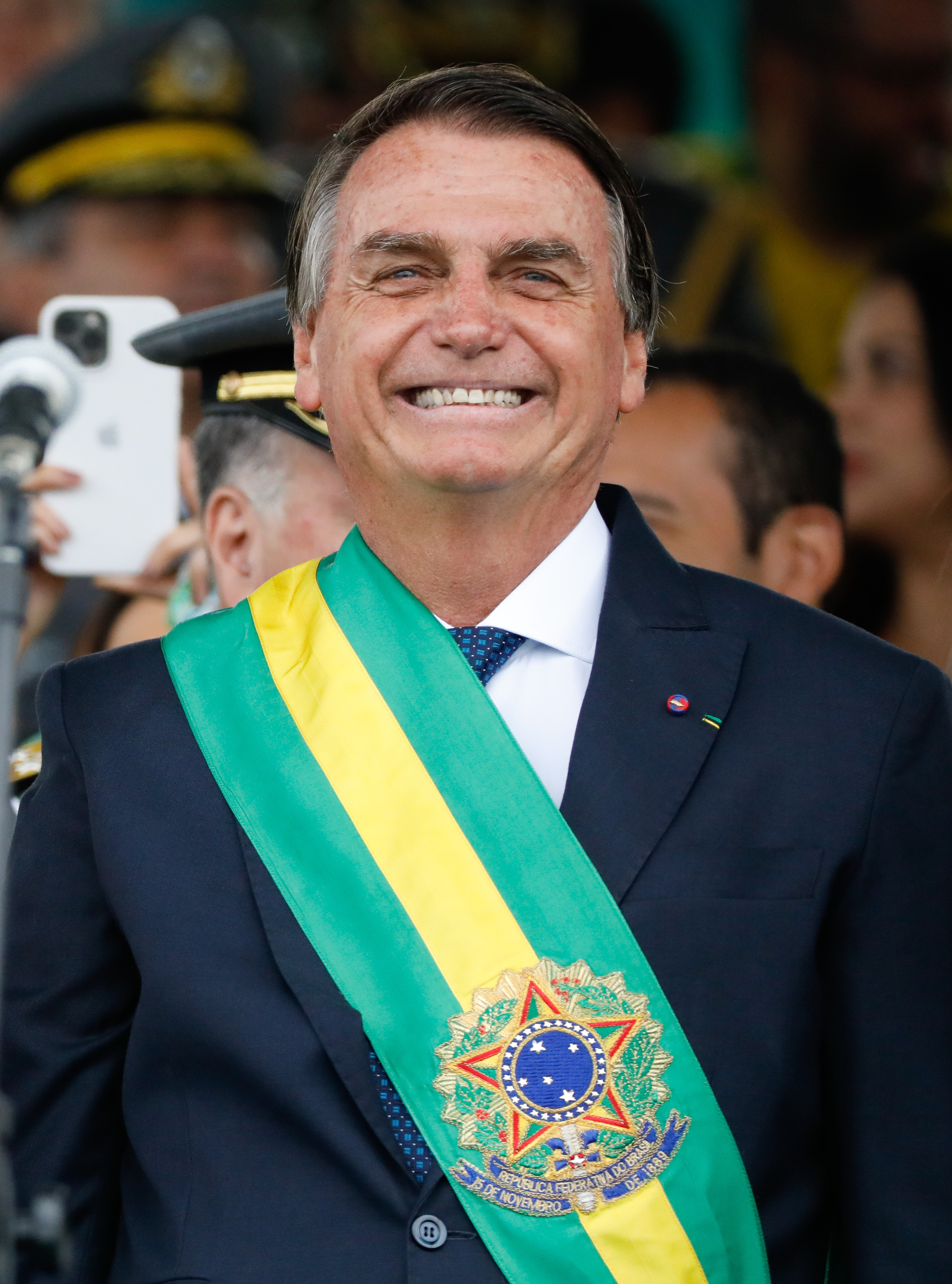
Jair Bolsonaro

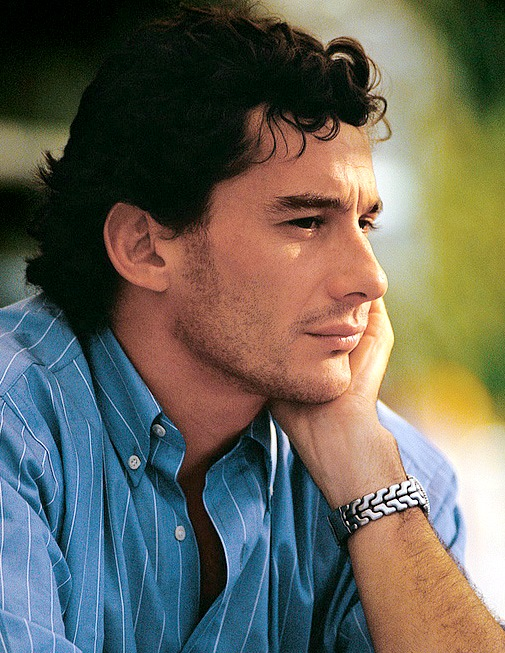
Ayrton Senna

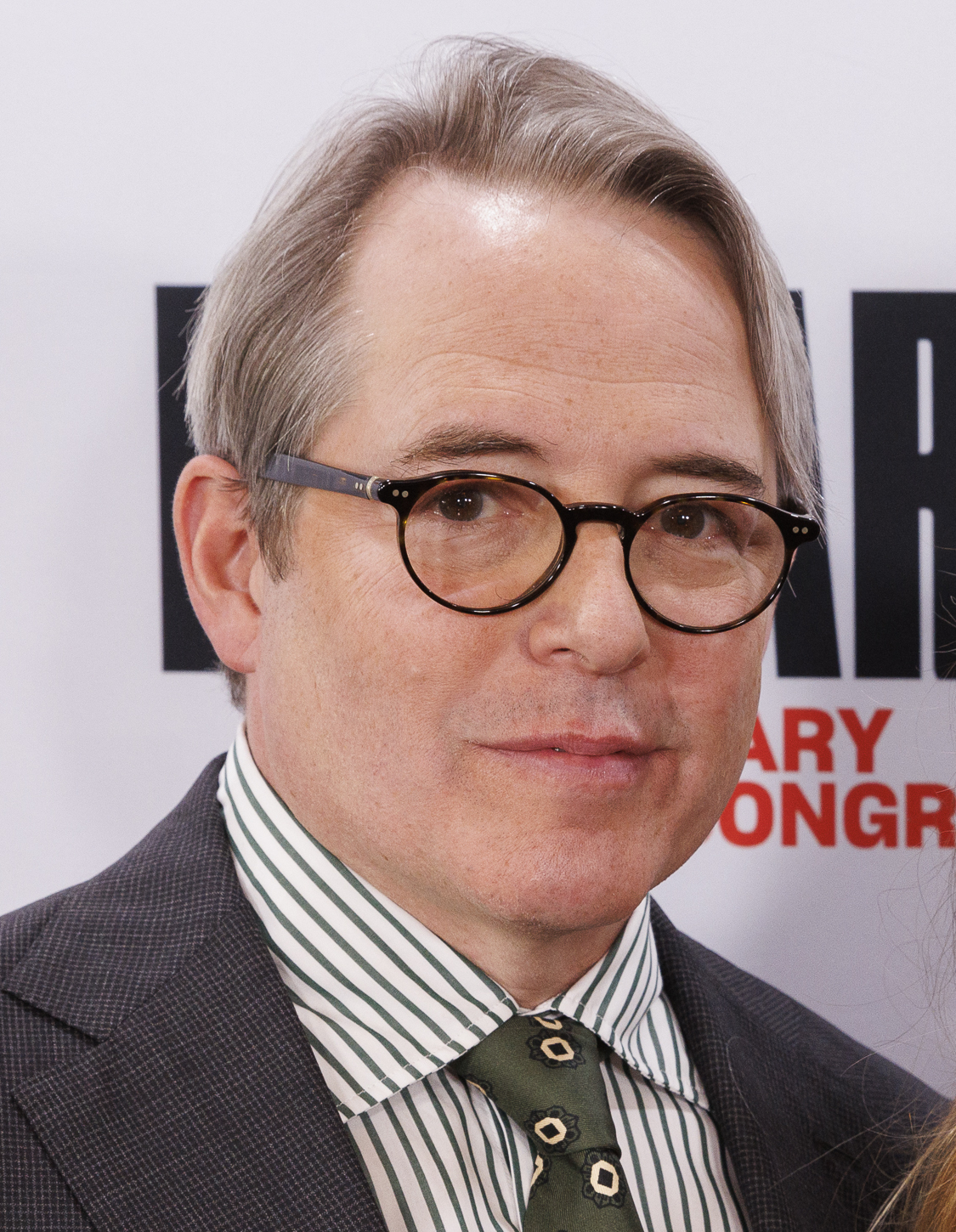
Matthew Broderick

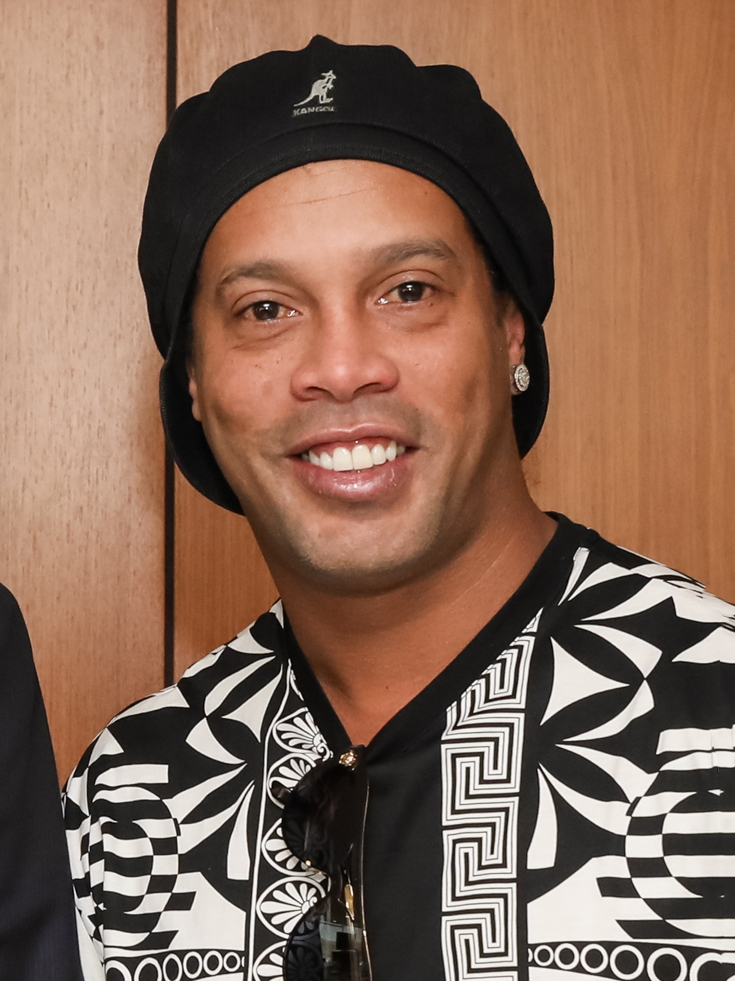
Ronaldinho Gaúcho

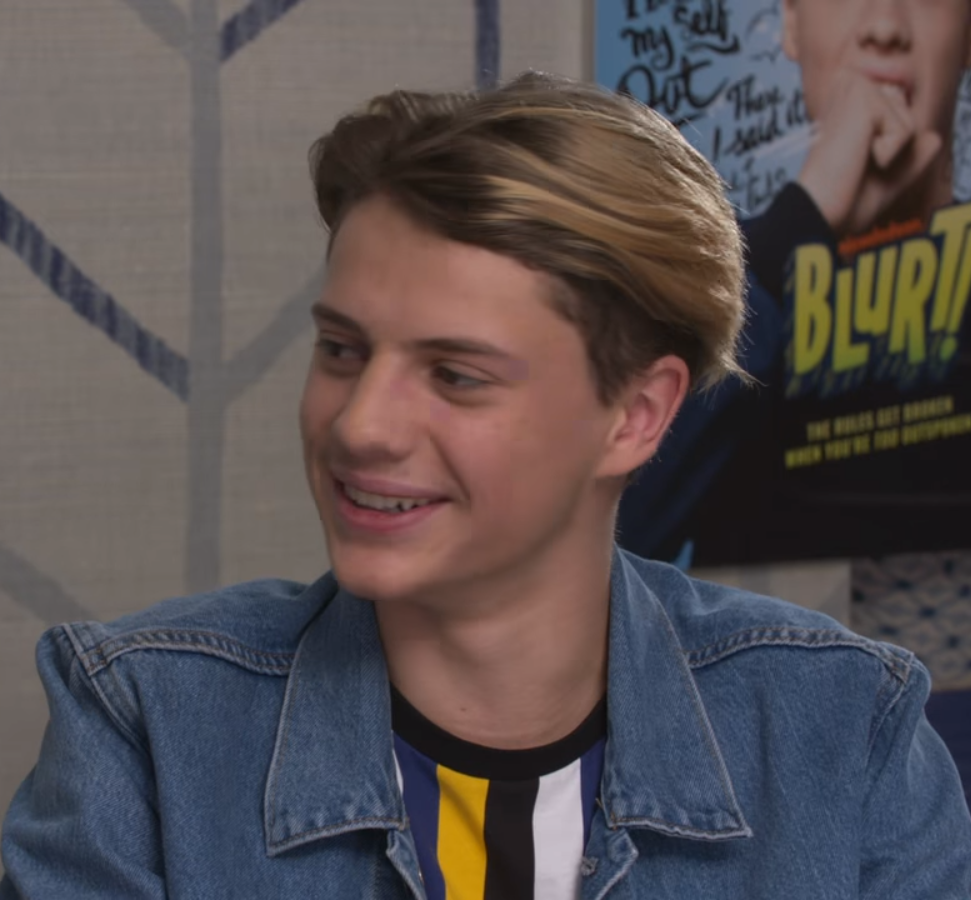
Jace Norman

### Anteriores ao século XIX
- 0927 — Song Taizu, imperador chinês (m. 976).
- 1226 — Carlos I da Sicília (m. 1285).
- 1295 — Henrique Suso, místico e teólogo alemão (m. 1366).
- 1474 — Angela Merici, educadora e santa italiana (m. 1540).
- 1521 — Maurício, Príncipe-Eleitor da Saxônia (m. 1553).
- 1551 — Maria Ana da Baviera (m. 1608).
- 1626 — Pedro de Betancur, missionário e santo espanhol (m. 1667).
- 1666 — Ogyū Sorai, filósofo japonês (m. 1728).
- 1745 — Johan Nordahl Brun, poeta e político norueguês (m. 1816).
- 1752 — Mary Dixon Kies, inventora americana (m. 1837).
- 1757 — James Sowerby, ilustrador e naturalista britânico (m. 1822).
- 1763 — Jean Paul, jornalista e escritor alemão (m. 1825).
- 1768 — Jean Baptiste Joseph Fourier, matemático e físico francês (m. 1830).
- 1771 — Jacob Sturm, naturalista alemão (m. 1848).
- 1775 — Lucien Bonaparte, político francês (m. 1840).
- 1779 — José Bernardo de Tagle, militar e político peruano (m. 1825).
- 1791 — Bento Manuel de Barros, nobre brasileiro (m. 1873).
- 1794 — Poul Møller, filósofo dinamarquês (m. 1838).
- 1795 — Francisco António, Príncipe da Beira, infante português (m. 1801).

### Século XIX
- 1806 — Benito Juárez, advogado e político mexicano (m. 1872).
- 1809 — Anastácio Silveira de Sousa, político brasileiro (m. 1880).
- 1812 — William George Ward, teólogo britânico (m. 1882).
- 1813 — James Strang, religioso estado-unidense (m. 1856).
- 1816 — Pelagio Antonio de Labastida, político mexicano (m. 1891).
- 1817 — Joseph Poelaert, arquiteto belga (m. 1879).
- 1823 — Jules Émile Planchon, botânico e entomologista francês (m. 1888).
- 1827 — Andrew Leith Adams, médico, naturalista e geólogo britânico (m. 1882).
- 1837 — Theodore Nicholas Gill, ictiólogo estado-unidense (m. 1914).
- 1839 — Modest Mussorgsky, pianista e compositor russo (m. 1881).
- 1842 — Adalbert Geheeb, botânico alemão (m. 1909).
- 1846 — Rafael Bordalo Pinheiro, ilustrador, ceramista e caricaturista português (m. 1905).
- 1854
  - Harry Marshall Ward, botânico britânico (m. 1906).
  - Léo Taxil, escritor e jornalista francês (m. 1907).
- 1859 — Daria Pratt, golfista americana (m. 1938).
- 1863 — George Latimer Bates, naturalista e zoólogo estado-unidense (m. 1940).
- 1865 — George Owen Squier, general americano (m. 1934).
- 1866
  - Antonia Maury, astrônoma e astrofísica americana (m. 1952).
  - Wakatsuki Reijiro, político japonês (m. 1949).
- 1869
  - Florenz Ziegfeld, diretor e produtor estado-unidense (m. 1932).
  - David Robertson, jogador de golfe e rúgbi britânico (m. 1937).
- 1874 — Alfred Tysoe, atleta britânico (m. 1901).
- 1876 — Walter Tewksbury, atleta americano (m. 1968).
- 1877 — Maurice Farman, aviador e automobilista francês (m. 1964).
- 1880 — Broncho Billy Anderson, ator, diretor e produtor americano (m. 1971).
- 1884 — George David Birkhoff, matemático estado-unidense (m. 1944).
- 1885 — Pierre Renoir, ator e diretor francês (m. 1952).
- 1887 — Luís Filipe, Príncipe Real de Portugal (m. 1908).
- 1889 — W. S. Van Dyke, diretor de cinema estado-unidense (m. 1943).
- 1890 — Heitor Carrilho, psiquiatra brasileiro (m. 1954).
- 1892 — Ettore Ovazza, banqueiro italiano (m. 1943).
- 1893 — Bruno de Menezes, escritor brasileiro (m. 1963).
- 1896 — Friedrich Waismann, matemático, físico e filósofo austríaco (m. 1959).
- 1898 — João de Sousa Lima, pianista, compositor e maestro brasileiro (m. 1982).
- 1899 — Panagiótis Pipinélis, político grego (m. 1970).
- 1900 — Carlos Quijano, político e jornalista uruguaio (m. 1984).

### Século XX

#### 1901–1950
- 1901 — Karl Arnold, empresário e político alemão (m. 1958).
- 1902
  - Son House, cantor, compositor e violonista estado-unidense (m. 1988).
  - Gustav Fröhlich, ator alemão (m. 1987).
- 1904
  - Forrest Edward Mars, Sr., fabricante de doces americano (m. 1999).
  - Níkos Skalkótas, violinista e compositor grego (m. 1949).
- 1906
  - John D. Rockefeller III, filantropo americano (m. 1978).
  - André Filho, instrumentista, compositor e cantor brasileiro (m. 1974).
- 1910 — Julio Gallo, empresário americano (m. 1993).
- 1913 — George Abecassis, automobilista e aviador britânico (m. 1991).
- 1914
  - Paul Tortelier, violoncelista e compositor francês (m. 1990).
  - Hernán Siles Zuazo, político boliviano (m. 1996).
- 1915 — Haroldo Barbosa, humorista, jornalista e compositor brasileiro (m. 1979).
- 1916
  - Bismillah Khan, músico indiano (m. 2006).
  - Ken Wharton, automobilista britânico (m. 1957).
- 1919 — Ruy Furtado, ator português (m. 1991).
- 1920 — Éric Rohmer, diretor, crítico de cinema, jornalista, romancista e roteirista francês (m. 2010).
- 1921 — Jair Rosa Pinto, futebolista brasileiro (m. 2005).
- 1922 — Russ Meyer, diretor de cinema e fotógrafo estadunidense (m. 2004).
- 1923 — Shri Mataji Nirmala Devi, líder religiosa indiana (m. 2011).
- 1924 — Dov Shilansky, advogado e político lituano-israelense (m. 2010).
- 1925
  - Peter Brook, diretor e produtor anglo-francês (m. 2022).
  - Hugo Koblet, ciclista suíço (m. 1964).
- 1926
  - André Delvaux, diretor e roteirista belga (m. 2002).
  - Abel Augusto de Almeida Carneiro, político português (m. 1976).
  - Telmo Ramos Arruda, político brasileiro.
- 1927
  - Halton Arp, astrônomo e crítico americano-alemão (m. 2013).
  - Hans-Dietrich Genscher, militar e político alemão (m. 2016).
  - Rosa Balistreri, cantora italiana (m. 1990).
  - Udo Altenburg, político brasileiro (m. 2008).
- 1928 — Surya Bahadur Thapa, político nepalês (m. 2015).
- 1929 — Gallieno Ferri, desenhista italiano (m. 2016).
- 1930
  - Otis Spann, pianista, cantor e compositor americano (m. 1970).
  - Mauro Benevides, jornalista e político brasileiro.
  - Dinis Machado, jornalista e escritor português (m. 2008).
  - James Coco, ator americano (m. 1987).
- 1931 — Al Williamson, ilustrador americano (m. 2010).
- 1932 — Walter Gilbert, físico e químico americano, ganhador do Prêmio Nobel.
- 1933
  - Christopher Trace, ator e apresentador de televisão britânico (m. 1992).
  - Valêncio Xavier, escritor e cineasta brasileiro (m. 2008).
- 1934 — Al Freeman Jr., ator e diretor americano (m. 2012).
- 1935
  - Brian Clough, futebolista e treinador britânico (m. 2004).
  - Erich Kunzel, maestro estado-unidense (m. 2009).
  - Lajos Tichy, futebolista húngaro (m. 1999).
- 1937
  - Tom Flores, jogador e treinador de futebol americano.
  - Pierre-Jean Rémy, diplomata e escritor francês (m. 2010).
- 1938 — Luigi Tenco, cantor e compositor italiano (m. 1967).
- 1939 — Procópio Cardoso, ex-futebolista brasileiro.
- 1940
  - Gerhard Zemann, ator austríaco (m. 2010).
  - Solomon Burke, cantor e compositor estado-unidense (m. 2010).
- 1941
  - Dirk Frimout, astronauta belga.
  - Václav Mašek, ex-futebolista tcheco.
- 1942
  - Françoise Dorléac, atriz francesa (m. 1967).
  - Paraná, futebolista brasileiro.
  - Fradique de Menezes, político são-tomense.
  - Ali Abdullah Saleh, político iemenita (m. 2017).
- 1943 — Marika Kilius, patinadora artística alemã.
- 1944
  - Jamary Oliveira, músico e compositor brasileiro (m. 2020).
  - Marie-Christine Barrault, atriz francesa.
- 1945 — Charles Greene, velocista e treinador americano (m. 2022).
- 1946
  - Mário Kertész, político brasileiro.
  - Timothy Dalton, ator britânico.
  - Amylton de Almeida, jornalista, escritor, dramaturgo e crítico de cinema brasileiro (m. 1995).
  - Antônio Carvalho Filho, radialista, jornalista e filósofo brasileiro (m. 2008).
  - Ferdinando Teixeira, treinador brasileiro de futebol.
  - Miguel Abuelo, músico, poeta e cantor argentino (m. 1988).
- 1949
  - Slavoj Žižek, sociólogo, filósofo e crítico social esloveno.
  - César Passarinho, músico brasileiro (m. 1998).
  - Eddie Money, cantor, compositor e guitarrista estado-unidense (m. 2019).
- 1950
  - Roger Hodgson, cantor, compositor e tecladista britânico.
  - Sergey Lavrov, político e diplomata russo.

#### 1951–2000
- 1952
  - René Verheyen, ex-futebolista belga.
  - Berenice Azambuja, cantora e instrumentista brasileira de música nativista gaúcha (m. 2021).
- 1953
  - Stephen Furber, cientista da computação e acadêmico britânico.
  - Galileu Arruda, compositor, cantor e publicitário brasileiro (m. 2012).
  - Nigel Dick, diretor de videoclipes e cinema, escritor e músico britânico.
- 1954 — Prayuth Chan-ocha, político tailandês.
- 1955
  - Jair Bolsonaro, oficial reformado e político brasileiro, 38.º presidente do Brasil.
  - Bärbel Wöckel, velocista alemã.
  - Philippe Troussier, treinador e ex-futebolista francês.
  - Angelina Muniz, atriz brasileira.
- 1956 — Ingrid Kristiansen, corredora norueguesa.
- 1957 — Youssef Rzouga, poeta tunisino.
- 1958
  - Gary Oldman, ator, cineasta, músico e escritor britânico.
  - Marlies Göhr, ex-atleta alemã.
- 1959
  - Nobuo Uematsu, tecladista e compositor japonês.
  - Zygmunt Wrzodak, político polonês.
- 1960 — Ayrton Senna, automobilista brasileiro (m. 1994).
- 1961
  - Lothar Matthäus, treinador e ex-futebolista alemão.
  - Slim Jim Phantom, baterista americano.
  - Sylvia Patricia, cantora e compositora brasileira.
- 1962
  - Matthew Broderick, ator estado-unidense.
  - Rosie O'Donnell, atriz, produtora e apresentadora de talk show americana.
  - Carlos Eduardo Miranda, músico, cantor e produtor musical brasileiro (m. 2018).
  - Mark Waid, escritor estado-unidense.
- 1963
  - Ronald Koeman, ex-futebolista e treinador neerlandês.
  - Shawn Lane, guitarrista, compositor e produtor americano (m. 2003).
  - Share Pedersen, baixista americana.
- 1964
  - Jesper Skibby, ex-ciclista de estrada dinamarquês.
  - Ahmed Radhi, político e ex-futebolista iraquiano (m. 2020).
- 1965
  - Xavier Bertrand, empresário e político francês.
  - Chen Longcan, mesa-tenista chinês.
- 1966
  - DJ Premier, produtor musical e DJ estadunidense.
  - Benito Archundia, futebolista, árbitro de futebol, advogado e economista mexicano.
  - Kenny Bräck, automobilista sueco.
- 1967
  - Lima Sergipano, futebolista brasileiro.
  - Gúnar Armin Halboth, aviador brasileiro.
- 1968
  - Jaye Davidson, modelo, estilista de moda e ator inglês.
  - Tolunay Kafkas, futebolista e treinador turco.
  - Dalian Atkinson, ex-futebolista britânico.
- 1969
  - Jonah Goldberg, jornalista e escritor americano.
  - Viktor Alonen, futebolista estoniano.
  - Eber Moas, ex-futebolista uruguaio.
- 1970 — Moacir, ex-futebolista brasileiro.
- 1971 — Hélder Cristóvão, ex-futebolista português.
- 1972
  - Chris Candido, lutador americano (m. 2005).
  - Balázs Kiss, atleta húngaro.
  - Derartu Tulu, atleta etíope.
- 1974
  - Rhys Darby, comediante e ator neozelandês.
  - Clayton, futebolista brasileiro.
  - Laura Allen, atriz estado-unidense.
- 1975
  - Fabricio Oberto, jogador de basquete ítalo-argentino.
  - Michale Graves, cantor e compositor estado-unidense.
  - Mark J. Williams, jogador de snooker britânico.
- 1976
  - Rachael MacFarlane, dubladora e cantora americana.
  - Duilio Davino, futebolista mexicano.
- 1977
  - Jamie Delgado, tenista britânico.
  - Beto Lee, cantor e instrumentista brasileiro.
  - Bruno Cirillo, futebolista italiano.
- 1978
  - Kevin Federline, dançarino e cantor estado-unidense.
  - Ousmane N’Doye, futebolista senegalês.
  - Rani Mukerji, atriz indiana.
- 1979 — Fredrik Berglund, futebolista sueco.
- 1980
  - Ronaldinho Gaúcho, ex-futebolista brasileiro.
  - Marit Bjørgen, esquiadora norueguesa.
  - Lee Jin, cantora e atriz sul-coreana.
  - Deryck Whibley, cantor, compositor, guitarrista e produtor canadense.
  - Peter Ofori-Quaye, futebolista ganês.
  - Veigar Páll Gunnarsson, futebolista islandês.
- 1981
  - Germano, futebolista brasileiro.
  - Sébastien Chavanel, ciclista francês.
- 1982
  - Maria Elena Camerin, tenista italiana.
  - Klete Keller, nadador estado-unidense.
  - Antar Yahia, futebolista argelino.
- 1983
  - Lucila Pascua, jogadora de basquete espanhola.
  - Gonzalo Fierro, futebolista chileno.
  - Precious Emuejeraye, futebolista nigeriano.
- 1984
  - Rodrigo Arroz, futebolista brasileiro.
  - Karl Svensson, futebolista sueco.
- 1985
  - Adrian Peterson, jogador de futebol americano.
  - Wilson, futebolista brasileiro.
  - Daniel Pedro Pires Barbosa, futebolista português.
  - Bennard Yao Kumordzi, futebolista ganês.
- 1986
  - Scott Eastwood, ator americano.
  - Michu, futebolista espanhol.
- 1987
  - Yuri Ryazanov, ginasta russo (m. 2009).
- 1989
  - Nicolás Lodeiro, futebolista uruguaio.
  - Takeru Sato, ator japonês.
  - Josepmir Ballón, futebolista peruano.
  - Jordi Alba, futebolista espanhol.
- 1990 — César Cardadeiro, ator brasileiro.
- 1991 — Antoine Griezmann, futebolista francês.
- 1992 — Karolína Plíšková, tenista tcheca.
- 1994 — Margaret Lu, esgrimista americana.
- 1997 — Martina Stoessel, atriz argentina.
- 1999 — Melusine Mayance, atriz francesa.
- 2000 — Jace Norman, ator norte-americano.

### Século XXI
- 2002 — Thipakorn Thitathan, ator e modelo tailandês.
- 2007 — Ethan Nwaneri, futebolista inglês.

## Mortes

### Anteriores ao século XIX
- 0547 — Bento de Núrsia, monge e santo italiano, fundador da Ordem dos Beneditinos (n. 480).
- 0867
  - Ela da Nortúmbria (n. ?).
  - Osberto da Nortúmbria (n. ?).
- 1034 — Ezzo da Lotaríngia, conde palatino da Lotaríngia (n. 955).
- 1076 — Roberto I, Duque da Borgonha (n. 1011).
- 1201 — Absalão de Lund, prelado e político dinamarquês (n. 1128).
- 1306 — Roberto II, Duque da Borgonha (n. 1248).
- 1324 — Maria do Luxemburgo (n. 1305).
- 1372 — Rodolfo VI de Baden-Baden (n. ?).
- 1475 — Simão de Trento, beato italiano (n. 1472).
- 1487 — Nicolau de Flüe, monge e santo suíço (n. 1417).
- 1556 — Tomás Cranmer, arcebispo inglês (n. 1489).
- 1571 — Hans Asper, pintor suíço (n. 1499).
- 1617 — Pocahontas, princesa indígena algonquina (n. c. 1595).
- 1656 — James Ussher, arcebispo irlandês (n. 1581).
- 1729 — John Law, economista e político escocês-francês (n. 1671).
- 1747 — Vicente Petra, religioso italiano (n. 1662).
- 1751 — Johann Heinrich Zedler, editor alemão (n. 1706).
- 1762 — Nicolas-Louis de Lacaille, padre, astrônomo e acadêmico francês (n. 1713).
- 1772 — Jacques-Nicolas Bellin, geógrafo e cartógrafo francês (n. 1703).
- 1795 — Giovanni Arduino, geólogo italiano (n. 1714).

### Século XIX
- 1801 — Andrea Luchesi, compositor e educador italiano (n. 1741).
- 1804 — Luís Antônio, Duque de Enghien (n. 1772).
- 1831 — José Tomás Ovalle, político chileno (n. 1788).
- 1839 — Edmund Henry Barker, estudioso clássico britânico (n. 1788).
- 1843
  - Guadalupe Victoria, general e político mexicano (n. 1786).
  - Robert Southey, poeta, historiador e tradutor britânico (n. 1774).
- 1850 — Manuel Antônio Galvão, juiz de fora, desembargador e político brasileiro (n. 1791).
- 1851 — Luís José de Oliveira Mendes, desembargador e político brasileiro (n. 1779).
- 1854 — Pedro María de Anaya, político e militar mexicano (n. 1794).
- 1861 — Joseph de Salm-Reifferscheidt-Dyck, botânico e artista alemão (n. 1773).
- 1864 — Jean-Hippolyte Flandrin, pintor francês (n. 1809).
- 1869 — Juan Nepomuceno Almonte, militar, político e diplomata mexicano (n. 1802).
- 1879 — Caetano Furquim de Almeida, empresário brasileiro (n. 1816).
- 1884 — Ezra Abbot, teólogo e estudioso bíblico norte-americano (n. 1819).
- 1891 — Joseph E. Johnston, general americano (n. 1807).
- 1892 — Annibale de Gasparis, astrônomo e matemático italiano (n. 1819).

### Século XX
- 1903 — Carlos Basilio Ezeta, militar e político salvadorenho (n. 1852).
- 1904 — Guilherme Asseburg, político brasileiro (n. 1945).
- 1910 — Félix Nadar, fotógrafo francês (n. 1820).
- 1915 — Frederick Taylor, golfista, tenista e engenheiro estado-unidense (n. 1856).
- 1926 — Aquiles Porto-Alegre, escritor e jornalista brasileiro (n. 1848).
- 1928 — Edward Walter Maunder, astrônomo britânico (n. 1851).
- 1929 — Otto Liebe, político dinamarquês (n. 1860).
- 1931
  - Júlio Bueno Brandão, político brasileiro (n. 1858).
  - João José Teodoro da Costa, político brasileiro (n. 1849).
- 1934
  - Franz Schreker, compositor e maestro austríaco (n. 1878).
  - Paul Troost, arquiteto alemão (n. 1878).
- 1936 — Aleksandr Konstantinovitch Glazunov, compositor e maestro russo (n. 1865).
- 1941 — Robert Liefmann, economista alemão (n. 1874).
- 1945 — Arthur Nebe, oficial da SS alemão (n. 1894).
- 1951
  - Willem Mengelberg, maestro e compositor neerlandês (n. 1871).
  - Olivo Carnasciali, político brasileiro (n. 1880).
- 1958 — John Christopher Willis, botânico britânico (n. 1868).
- 1963 — Newton Arvin, crítico literário e historiador estado-unidense (n. 1900).
- 1968 — John Mosely Turner, supercentenário britânico (n. 1856).
- 1970 — Severino Bezerra Cabral, político brasileiro (n. 1897).
- 1978 — Cearbhall Ó Dálaigh, político irlandês (n. 1911).
- 1980 — Luís Espinal Camps, sacerdote hispano-boliviano (n. 1932).
- 1985 — Michael Redgrave, ator, diretor e gerente britânico (n. 1908).
- 1987
  - Robert Preston, capitão, ator e cantor estado-unidense (n. 1918).
  - Dean Paul Martin, ator e cantor estado-unidense (n. 1951).
- 1991
  - Leo Fender, empresário americano (n. 1909).
  - Ewan Cameron, cientista britânico (n. 1922).
- 1992 — John Ireland, ator e diretor canadense-americano (n. 1914).
- 1994
  - Macdonald Carey, ator americano (n. 1913).
  - Lili Damita, atriz e cantora franco-americana (n. 1904).
  - Dack Rambo, ator norte-americano (n. 1941).
- 1995 — James "Bud" Walton, empresário estado-unidense (n. 1921).
- 1996 — João Bergese, religioso italiano (n. 1935).
- 1997 — Wilbert Awdry, clérigo e escritor britânico (n. 1911).
- 1999 — Jean Guitton, filósofo e escritor francês (n. 1901).

### Século XXI
- 2001
  - Chung Ju-yung, empresário sul-coreano (n. 1915).
  - Hélio do Soveral, radialista e escritor brasileiro (n. 1918).
- 2002 — Zeni Pereira, atriz brasileira (n. 1925).
- 2005
  - Barney Martin, policial e ator americano (n. 1923).
  - Stanley Sadie, musicólogo, crítico de música e editor britânico (n. 1930).
  - Alice Soares, pintora e desenhista brasileira (n. 1917).
- 2006
  - Primo Carbonari, cineasta, produtor e inventor brasileiro (n. 1920).
  - Bernard Lacoste, empresário e estilista francês (n. 1931).
- 2007
  - Guilherme Araújo, produtor musical brasileiro (n. 1937).
  - Sven Høiby, corredor e jornalista norueguês (n. 1936).
- 2009 — Mohit Sharma, oficial do exército indiano (n. 1978).
- 2010 — Wolfgang Wagner, diretor e gerente alemão (n. 1919).
- 2011
  - Loleatta Holloway, cantora e compositora norte-americana (n. 1946).
  - Ladislav Novák, futebolista e treinador de futebol tcheco (n. 1931).
  - Pinetop Perkins, cantor e pianista americano (n. 1913).
- 2012 — Tonino Guerra, poeta e roteirista italiano (n. 1920).
- 2013
  - Chinua Achebe, romancista, poeta e crítico nigeriano (n. 1930).
  - Pietro Mennea, velocista e político italiano (n. 1952).
- 2014
  - James Rebhorn, ator americano (n. 1948).
  - Inácio Zakka I Iwas, patriarca iraquiano (n. 1933).
  - Canarinho, humorista brasileiro (n. 1927).
- 2015
  - Jørgen Ingmann, cantor e guitarrista dinamarquês (n. 1925).
  - Alberta Watson, atriz canadense (n. 1955).
- 2017 — Martin McGuinness, político britânico (n. 1950).
- 2021 — Nawal al-Sa'dawi, escritora, médica, psiquiatra e feminista egípcia (n. 1931).
- 2023 — Willis Reed, jogador e treinador de basquete norte-americano (n. 1942).
- 2025 — George Foreman, ex-boxeador e empresário estadunidense (n. 1949).

## Feriados e eventos cíclicos
- Dia Internacional da Astrologia
- Dia Universal do Teatro
- UNICEF — Dia Mundial da Infância
- ONU — Dia Internacional Contra a Discriminação Racial
- ONU — Dia Mundial da Floresta (Dia Mundial da Árvore)
- UNESCO — Dia Mundial da Poesia
- UNESCO — Dia Internacional da Síndrome de Down
- Dia Internacional de Nowruz
- Dia Internacional do Perfume
- Dia Internacional da Cefaleia em Salvas
- Dia do Tiramisù
- Dia do Pão Francês

### Internacional
- Dia das Mães — na Jordânia, Líbano, Síria e Iêmen
- Japão — Dia do Equinócio de Primavera
- México — Dia de Benito Juárez
- Namíbia — Dia da Independência

### Brasil
- Aniversário do município de Campo Limpo Paulista, São Paulo
- Aniversário do município de Francisco Morato, São Paulo
- Aniversário do município de Itupeva, São Paulo
- Aniversário do município de Louveira, São Paulo
- Aniversário do município de Várzea Paulista, São Paulo
- Aniversário do município de Indaial, Santa Catarina
- Aniversário de Ipeúna, São Paulo
- Aniversário do município de Teodoro Sampaio, São Paulo
- Aniversário do município de Telêmaco Borba, Paraná
- Dia Nacional das Tradições das Raízes de Matrizes Africanas e Nações do Candomblé

### Portugal
- Dia Nacional para a Eliminação da Discriminação Racial

### Cristianismo
- Enda de Aran
- Nicolau de Flüe
- Serapião de Tmuis
- Tomás Cranmer

## Outros calendários
- No calendário romano era o 12.º dia (XII) antes das calendas de abril.
- No calendário litúrgico tem a letra dominical C para o dia da semana.
- No calendário gregoriano a epacta do dia é x.